# La Providencia (La Majahua)
La Providencia (La Majahua) es una localidad del municipio de Centro ubicado en la subregión centro del estado mexicano de Tabasco.

## Geografía
La localidad de La Providencia (La Majahua) se sitúa en las coordenadas geográficas 17°57′00″N 92°54′56″O / 17.950000, -92.915556, a una elevación de 10 metros sobre el nivel del mar.

## Demografía
Según el Conteo de Población y Vivienda 2020, efectuado por el Instituto Nacional de Estadística y Geografía, la localidad de La Providencia (La Majahua) tiene 144 habitantes, de los cuales 73 son del sexo masculino y 71 del sexo femenino. Su tasa de fecundidad es de 1.86 hijos por mujer y tiene 36 viviendas particulares habitadas.
| Gráfica de evolución demográfica de La Providencia (La Majahua) entre 1990 y 2020 |
|                                                                                   |
| INEGI.                                                                            |